# 七叶鬼灯檠
七叶鬼灯檠（学名：Rodgersia aesculifolia）为虎耳草科鬼灯檠属的植物，是中国的特有植物。分布在中国大陆的湖北、甘肃、四川、宁夏、陕西、云南、河南等地，生长于海拔1,100米至3,400米的地区，一般生于灌丛、林下、草甸或石隙。它可作為觀賞植物，曾獲皇家園藝學會園林優異獎。
。

## 别名
搿合山（甘肃），索骨丹、黄药子、猪屎七、称杆七、金毛狗（陕西），红骡子、山藕、宝剑叶（河南），慕荷、水五龙（四川）